# Couratari

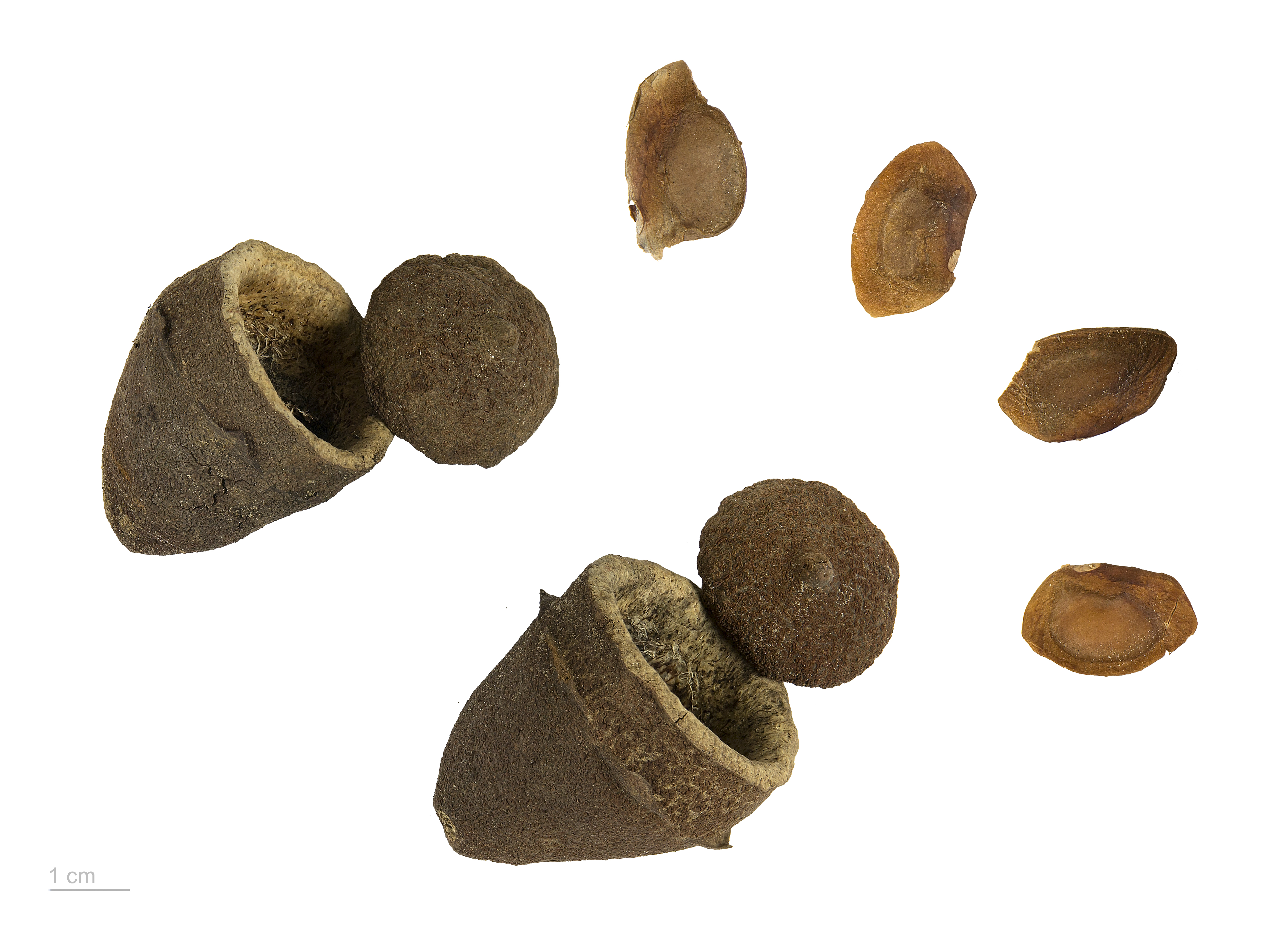
Couratari sp. - MHNT

Couratari es un género de plantas de la familia Lecythidaceae. Comprende 49 especies. Son nativas de las regiones tropicales y subtropicales de Sudamérica.
Tiene hojas perennes, alternas, simples, elípticas de 15 cm de longitud con los márgenes serrados, las líneas paralelas de nervios son a menudo visibles, como una no usual característica. El fruto es de 6-15 cm de longitud, cónico y rugoso. Una cosecha central sale cuando madura con semillas aladas que son dispersadas por el viento.

## Especies seleccionadas
- Couratari asterophora
- Couratari asterotricha
- Couratari atrovinosa
- Couratari aulacocarpa
- Couratari guianensis
- Couratari multiflora
- Couratari prancei